# Райнхард II фон Вестербург
Райнхард II фон Вестербург (на немски: Reinhard II von Westerburg; * 1354; † 1421) от Дом Рункел, е граф на Вестербург във Вестервалд.

## Произход
Той е големият син на Йохан I фон Вестербург (1332 – 1370) и графиня Кунигунда фон Сайн (ок. 1353 – 1383), дъщеря на граф Йохан II фон Сайн († сл. 1360) и съпругата му графиня Елизабет фон Юлих († сл. 1389). Брат му Йохан II фон Вестербург († 1410) се жени за Анастасия фон Лайнинген. Сестра му Берта фон Вестербург († 1418) се омъжва през 1374 г. за граф Валрам IV фон Насау-Висбаден-Идщайн († 1393), брат на съпругата му Катарина фон Насау-Висбаден-Идщайн.

## Фамилия
Райнхард II се жени на 10 юни 1373 г. за графиня Катарина фон Насау-Висбаден-Идщайн (* 1353; † сл. 1403), дъщеря на граф Адолф I фон Насау-Висбаден-Идщайн († 1370) и Маргарета фон Хоенцолерн-Нюрнберг († 1382). Те имат един син:
- Райнхард III фон Вестербург († 22 декември 1449), женен I. пр. 3 юли 1405 г. за Елза фон Рункел (* ок. 1397), II. 1423 г. за Маргарета фон Лайнинген († 1470)